# John Forsyth
John Forsyth, Sr. (22 octobre 1780 - 21 octobre 1841) est un homme politique américain originaire de Géorgie, et 13e Secrétaire d'État des États-Unis entre 1834 et 1841.

## Biographie
Né à Fredericksburg, en Virginie, d'un père US Marshal mort en service en 1794, il est diplômé de droit du Collège du New Jersey en 1799.
Il épouse Clara Meigs en 1801 ou 1802, et est élu au Congrès à multiples reprises, comme représentant (1813-1818 et 1823-1827) et comme sénateur (1818-1819 et 1829-1834). Il est également ambassadeur des États-Unis en Espagne de 1819 à 1823 et gouverneur de Géorgie entre 1827 et 1829.
Fervent partisan du président Andrew Jackson, notamment dans le conflit l'opposant à John Caldwell Calhoun concernant le pouvoir fédéral face à celui des États, il est récompensé en étant nommé secrétaire d'État en 1834, à la suite de la démission de Louis McLane. Partisan de l'esclavage et esclavagiste lui-même, il est à ce poste notamment chargé de gérer le cas de La Amistad devant la Cour suprême.
Il meurt à Washington, D.C. le 21 octobre 1841, la veille de son 61e anniversaire, et est enterré au cimetière du Congrès.

## Source
- (en) Cet article est partiellement ou en totalité issu de l’article de Wikipédia en anglais intitulé « John Forsyth (Georgia) » (voir la liste des auteurs).